# 18e cérémonie des Saturn Awards
La 18e cérémonie des Saturn Awards, récompensant les films et séries télévisées américaines fantastiques sortis en 1991, s'est tenue le 13 mars 1992.

## Palmarès
Les lauréats sont indiqués en gras et en première position de chaque catégorie.

### Meilleur film de science-fiction
- Terminator 2 : Le Jugement dernier
  - La Résurrection de Frankenstein
  - Timescape
  - Prayer of the Rollerboys
  - Predator 2
  - Les Aventures de Rocketeer

### Meilleur film fantastique
- Edward aux mains d'argent
  - Rendez-vous au paradis
  -  The Fisher King : Le Roi pêcheur
  - Espion junior
  - Robin des Bois, prince des voleurs
  - Warlock

### Meilleur film d'horreur
- Le Silence des agneaux
  - Body parts
  - Les Enfants des ténèbres
  - Chucky 3
  - Dolly
  - Misery
  - La Nuit des morts-vivants
  - Les Nuits avec mon ennemi

### Meilleur acteur
- Anthony Hopkins dans Le Silence des agneaux
  - Jeff Bridges dans The Fisher King : Le Roi pêcheur (The Fisher King)
  - James Caan pour le rôle de Paul Sheldon dans Misery
  - Kevin Costner dans Robin des Bois, prince des voleurs
  - Arnold Schwarzenegger dans Terminator 2 : Le Jugement dernier
  - Robin Williams dans The Fisher King : Le Roi pêcheur (The Fisher King)

### Meilleure actrice
- Linda Hamilton dans Terminator 2 : Le Jugement dernier
  - Kathy Bates pour le rôle de Annie Wilkes dans Misery
  - Jodie Foster dans Le Silence des agneaux
  - Julia Roberts dans Les Nuits avec mon ennemi
  - Winona Ryder dans Edward aux mains d'argent
  - Meryl Streep dans Rendez-vous au paradis

### Meilleur acteur dans un second rôle
- William Sadler dans Les Folles Aventures de Bill et Ted
  - Alan Arkin dans Edward aux mains d'argent
  - Patrick Bergin dans Les Nuits avec mon ennemi
  - Wayne Newton dans À plein tube !
  - Robert Patrick dans Terminator 2 : Le Jugement dernier
  - Alan Rickman dans Robin des Bois, prince des voleurs

### Meilleure actrice dans un second rôle
- Mercedes Ruehl dans The Fisher King : Le Roi pêcheur
  - Robin Bartlett dans Espion junior
  - Jennifer Connelly dans Les Aventures de Rocketeer
  - Mary Elizabeth Mastrantonio dans Robin des Bois, prince des voleurs
  - Frances Sternhagen pour le rôle de Virginia dans Misery
  - Dianne Wiest dans Edward aux mains d'argent

### Meilleur jeune acteur / actrice
- Edward Furlong dans Terminator 2 : Le Jugement dernier
  - Jonathan Brandis dans L'Histoire sans fin 2 : Un nouveau chapitre
  - Chris Demetral dans Dolly
  - Corey Haim dans Prayer of the Rollerboys
  - Candace Hutson dans Dolly
  - Joshua John Miller dans Newman
  - Justin Whalin dans Chucky 3

### Meilleur réalisateur
- James Cameron pour Terminator 2 : Le Jugement dernier
  - Roger Corman pour La Résurrection de Frankenstein
  - William Dear pour Espion junior
  - Jonathan Demme pour Le Silence des agneaux
  - Terry Gilliam pour The Fisher King : Le Roi pêcheur
  - Eric Red pour Body Parts

### Meilleur scénario
- Le Silence des agneaux – Ted Tally
  - The Fisher King : Le Roi pêcheur – Richard LaGravenese
  - Guilty as Charged – Charles Gale
  - Misery – William Goldman
  - Rendez-vous au paradis – Albert Brooks
  - Terminator 2 : Le Jugement dernier – James Cameron et William Wisher Jr.

### Meilleurs costumes
- Marilyn Vance pour Les Aventures de Rocketeer
  - Colleen Atwood pour Edward aux mains d'argent
  - Beatrix Aruna Pasztor pour The Fisher King : Le Roi pêcheur
  - Franca Zucchelli pour La Résurrection de Frankenstein
  - John Bloomfield pour Robin des Bois, prince des voleurs
  - Colleen Atwood pour Le Silence des agneaux

### Meilleurs maquillages
- Carl Fullerton et Neal Martz pour Le Silence des agneaux
  - Gordon J. Smith pour Body Parts
  - John Vulich et Everett Burrell pour La Nuit des morts-vivants
  - David B. Miller pour Tribunal fantôme
  - Stan Winston et Scott H. Eddo pour Predator 2
  - Stan Winston et Jeff Dawn pour Terminator 2 : Le Jugement dernier

### Meilleurs effets spéciaux
- Stan Winston pour Terminator 2 : Le Jugement dernier
  - Richard Yuricich et Kevin Yagher pour Les Folles Aventures de Bill et Ted
  - Syd Dutton, Bill Taylor, Gene Warren Jr. pour La Résurrection de Frankenstein
  - Stan Winston et Joel Hynek pour Predator 2
  - Ken Ralston pour Les Aventures de Rocketeer
  - Perpetual Motion Pictures, Dream Quest Images pour Warlock

### Meilleure musique
- Loek Dikker pour Body Parts
  - Danny Elfman pour Edward aux mains d'argent
  - Steve Bartek pour Guilty as Charged
  - Howard Shore pour Le Silence des agneaux
  - Jerry Goldsmith pour Les Nuits avec mon ennemi
  - Jerry Goldsmith pour Warlock

### Meilleur film en vidéo
- Soultaker
  - Hider in the House
  - Pale Blood
  - The Pit and the Pendulum
  - Scanners 2: The New Order
  - The Unborn

## Statistiques

### Nominations multiples
- 9 nominations : Terminator 2 : Le Jugement dernier
- 8 nominations : Le Silence des agneaux
- 7 nominations : The Fisher King : Le Roi pêcheur
- 6 nominations : Edward aux mains d'argent
- 5 nominations : Robin des Bois, prince des voleurs, Misery
- 4 nominations : La Résurrection de Frankenstein, Prayer of the Rollerboys, Predator 2, Les Aventures de Rocketeer, Body Parts, Les Nuits avec mon ennemi
- 3 nominations : Rendez-vous au paradis, Espion junior, Warlock, Dolly
- 2 nominations : Chucky 3, La Nuit des morts-vivants, Les Folles Aventures de Bill et Ted, Guilty as Charged, Predator 2

### Récompenses multiples
- 5 récompenses : Terminator 2 : Le Jugement dernier
- 4 récompenses : Le Silence des agneaux
- 1 récompense : Edward aux mains d'argent, The Fisher King : Le Roi pêcheur, Les Aventures de Rocketeer, Body Parts, Les Folles Aventures de Bill et Ted